# Британія (монета)
«Британія» (англ. Britannia) — серія платинових, золотих та срібних інвестиційних монет Великої Британії, що періодично карбуються Королівським монетним двором, починаючи з 1997 року.
На аверсі монет серії «Британія» зображено профіль королеви Єлизавети II. На реверсі зображена Британія — персоніфікований символ Великої Британії. Британія на цих монетах зазвичай зображується у вигляді молодої жінки у коринфському шоломі, з гербовим щитом і тризубом Посейдона у руці. Дизайн монет різних років випуску є різним, за 25 років випуску срібної «Британії» (1987—2012) з'явилось 9 варіантів дизайну монет.
Станом на 2018 рік продовжився випуск платинових, золотих і срібних монет серії «Британія» окремих номіналів.

## Золоті монети серії «Британія»
Золоті монети серії «Британія» випускаються з 1987 року. До 2012 року монети карбувались із золота 917 проби (22 карати). Починаючи з 2013 року використовується золото 999,9 проби (24 карати).
У 2017—2018 роках випущено золоті монети шести номіналів з ціною повного набору у продажу ₤3300:
- 1 Тройська унція чистого золота — номінал ₤100,
- ½ тройської унції чистого золота — номінал ₤50,
- ¼ тройської унції чистого золота — номінал ₤25,
- 1⁄10 тройської унції чистого золота — номінал ₤10,
- 1⁄20 тройської унції чистого золота — номінал ₤1,
- 1⁄40 тройської унції чистого золота — номінал 50 пенсів.

Як лігатура для золотих монет серії «Британія» до 1989 року включно використовувалась мідь, а з 1990 року — срібло.

## Срібні монети серії «Британія»
Срібні монети серії «Британія» випускаються з 1997 року. Монети карбувались спочатку зі срібла 958 проби, відомого під назвою «британське срібло». З 2013 року вміст чистого срібла у монетах підвищено до 999-ї проби.
У 2017—2018 роках випускались монети шести номіналів з ціною повного набору у продажу ₤215:
- 1 тройська унція чистого срібла — номінал ₤2,
- ½ тройської унції чистого срібла — номінал ₤1,
- ¼ тройської унції чистого срібла — номінал 50 пенсів;
- 1⁄10 тройської унції чистого срібла — номінал 20 пенсів;
- 1⁄20 тройської унції чистого срібла — номінал 10 пенсів;
- 1⁄40 тройської унції чистого срібла — номінал 5 пенсів.

## Платинові монети серії «Британія»
Платинові монети серії «Британія» випускались у 2007 та 2008 роках. Монети карбувались з платини 995 проби, у таких номіналах:
- 1 тройська унція чистої платини — номінал ₤100,
- ½ тройської унції чистої платини — номінал ₤50,
- ¼ тройської унції чистої платини — номінал ₤25,
- 1⁄10 тройської унції чистої платини — номінал ₤10[7].

У 2018 році була випущена обмежена серія платинових монет номіналом ₤25 з ціною продажу ₤499.